# Álvaro Recoba
Álvaro Alexander Recoba Rivero (Montevideo, 17 marzo 1976) è un allenatore di calcio ed ex calciatore uruguaiano, di ruolo attaccante.

## Biografia
Soprannominato El Chino per i tratti del volto simili a quelli orientali, è originario del dipartimento di Montevideo. È sposato con Lorena, figlia dell'allenatore ed ex calciatore Rafael Perrone. Anche suo figlio Jeremía è un calciatore professionista.
È stato, per il periodo compreso tra il 2001 e il 2003, il calciatore più pagato al mondo.

## Caratteristiche tecniche

### Giocatore
Fantasista mancino, disponeva di un tiro potente e preciso: tale caratteristica lo ha portato a realizzare alcuni gol da lunghe distanze (come in un Empoli-Inter del 1998, in cui segnò con un pallonetto da circa 50 metri) e, in alcuni casi, direttamente da calcio d'angolo. Era molto abile nei calci piazzati, soprattutto nelle punizioni, che batteva avvalendosi di tecniche di tiro diverse a seconda del piazzamento del portiere.
Rapido nei movimenti, nella sua carriera si è distinto per l'ottimo tasso tecnico, ma anche per un rendimento molto discontinuo.

## Carriera

### Giocatore

#### Club

##### Danubio e Nacional
Recoba iniziò la sua carriera da professionista nel 1993 con il Danubio, con la cui maglia debuttò contro il Defensor Sporting l'11 gennaio 1994, a 17 anni. Con il Danubio totalizzò in tre stagioni 32 gol in 41 presenze (14 gol in 20 presenze nella sola stagione 1995), prima di trasferirsi, nel 1996, al Nacional Montevideo, dove collezionò 33 presenze e 30 gol in due stagioni e vinse il Clausura 1996 e l'Apertura 1997, risultando in quest'ultima circostanza il miglior marcatore della squadra con 9 gol.

##### Inter e prestito al Venezia

Recoba all'Inter nel 1997

Nel luglio 1997 passò all'Inter per 7 miliardi di lire: al debutto in maglia nerazzurra, il 31 agosto, da subentrato segnò la doppietta con cui la squadra superò in rimonta il Brescia (2-1) nell'avvio di campionato. In Coppa Italia fu decisivo contro il Foggia, mentre nella gara con l'Empoli del 25 gennaio 1998 fu autore di un gol da centrocampo (con un pallonetto). Pur a fronte del limitato impiego, Recoba emerse tra le note più liete della stagione interista, contribuendo alla vittoria della Coppa UEFA e al secondo posto in Serie A.
Tuttavia la prima parte dell'annata seguente segnò una battuta d'arresto nella sua esperienza in nerazzurro, relegato di fatto a ultima scelta nel parco attaccanti; sicché nel gennaio 1999, spinto dal desiderio di giocare con maggior continuità, accettò il prestito al Venezia. Approdato in un club ancorato al fondo della classifica, l'uruguaiano diventò la chiave di volta del campionato arancioneroverde: nel suo semestre in Laguna si rilanciò e contribuì in maniera decisiva all'insperata salvezza della squadra veneta, grazie a un bottino di 10 reti tra cui la tripletta alla Fiorentina nella vittoriosa gara del 14 marzo (4-1).

Recoba al Venezia nel 1999

Rientrato in nerazzurro, nella stagione 1999-2000 segnò 10 reti, contribuendo al quarto posto finale che valse l'accesso ai preliminari di Champions League; tuttavia, il 23 agosto 2000 fallì il rigore che costò alla sua squadra l'eliminazione contro l'Helsingborg. Il successivo coinvolgimento nello "scandalo passaporti" lo tenne fuori dai campi sino al dicembre 2001. Nel secondo periodo all'Inter confermò la propensione a realizzare gol di pregevole fattura, punto di forza al quale si accompagnò tuttavia la discontinuità.
L'ultima rete in nerazzurro fu segnata all'Empoli il 29 aprile 2007, direttamente da calcio d'angolo. Come più volte dichiarato da Moratti, l'uruguaiano fu il suo giocatore preferito.
Ha realizzato 72 goal in 276 partite con i nerazzurri.

##### Torino, Panionios e ritorno al Danubio
Il 31 agosto 2007 passa al Torino con la formula del prestito (il contratto con i nerazzurri sarebbe scaduto il 30 giugno 2008). Nell'unica stagione in granata segna 3 gol, 2 dei quali alla Roma in Coppa Italia.
Il 5 settembre 2008 firma per il Paniōnios. Conclude la prima stagione con 17 presenze e 5 gol complessivi. A dicembre 2009 il giocatore, bersagliato dagli infortuni, rescinde consensualmente il contratto che lo legava al club greco.
Il 24 dicembre 2009 passa agli uruguaiani del Danubio: Recoba torna così, a distanza di 14 anni, nella società che lo ha lanciato nel calcio professionistico. Un anno e mezzo più tardi, il 30 giugno 2011, dopo 31 partite disputate e 10 gol segnati, rescinde il contratto con il Danubio per tornare al Nacional.

##### Ritorno al Nacional

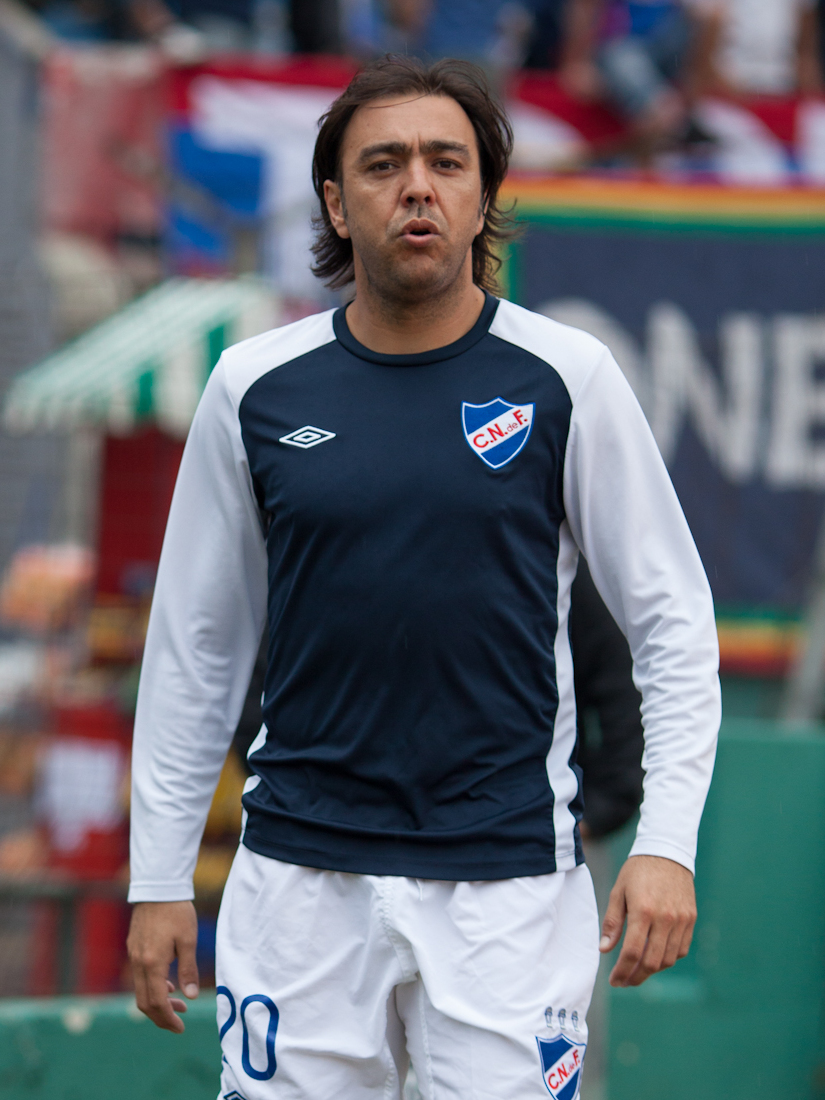
Recoba in riscaldamento prepartita con il Nacional nel 2012

All'esordio contro il River Plate, in campionato, sigla dalla distanza il gol del momentaneo 3-2 per il Nacional. Segna il suo quarto gol in campionato il 20 novembre su calcio di rigore nel superclásico con il Peñarol. Il 4 dicembre un suo gol contro il Liverpool permette al Nacional di vincere il torneo d'Apertura. Il 16 giugno 2012 con un suo gol permette al Nacional di vincere la finale di campionato contro il Defensor Sporting aggiudicandosi così il Clausura e il titolo nazionale. Nella Coppa Libertadores 2012 il Nacional esce già ai gironi e Recoba gioca 6 partite in tutto; nella Coppa Sudamericana 2012 esce al secondo turno.
Il 22 settembre seguente Recoba mette a segno una doppietta contro il Fenix in campionato: il secondo gol arriva direttamente da calcio d'angolo. Il giocatore si è ripetuto in questo colpo altre tre volte dall'angolo di destra: in campionato nell'1-1 contro la formazione del Liverpool ad ottobre, nel febbraio 2013 contro l'Argentinos Juniors nella Copa Samsung Galaxy e 27 settembre 2014 contro i Wanderers. Nel 2012-2013 il Nacional a fine campionato si piazza al 3º posto nella classifica aggregata e Recoba segna 5 gol in 21 partite. In Coppa Libertadores 2013 gioca 4 partite e la squadra esce agli Ottavi
Nel 2013-2014 la squadra arriva seconda in campionato con 2 soli gol del Chino in 19 partite, in Coppa Libertadores 2014 la squadra esce ai gironi con 3 presenze di Recoba ma in compenso con 2 gol segnati in 11 partite (tra cui la perla su calcio di punizione che decide il Clásico contro il Peñarol al 94') contribuisce alla vittoria dell'Apertura 2014 a novembre con due giornate d'anticipo.
Dopo la conquista del titolo dichiara di non volersi ritirare finché il fisico gli consentirà di giocare. Nell'euforia dei festeggiamenti il presidente del Nacional, Eduardo Ache, propone di erigere in suo onore una statua nel recinto del Parque Central mentre il compagno Gastón Pereiro dopo la vittoria nel Clásico si tatua il suo volto sull'avambraccio.
In Coppa Libertadores 2015 Recoba gioca una sola partita e nel Clausura il Nacional arriva 9º vincendo però la sfida scudetto dei play-off contro il Peñarol per 3-2 il 14 giugno 2015 laureandosi così per la seconda volta in tre anni campione nazionale. Questa è anche l'ultima partita per Recoba dato che decide di ritirarsi. In tutto con il Nacional ha messo insieme 140 presenze e 54 gol.
Lascia così il calcio giocato con 613 partite disputate (nazionali comprese), 200 gol segnati e 10 titoli vinti tra cui 2 campionati italiani e una Coppa UEFA con l'Inter. Dà l'addio ufficiale al calcio giocato il 31 marzo 2016 con una partita celebrativa giocata allo Stadio Gran Parque Central di Montevideo.

#### Nazionale
Ha vestito la maglia dell'Uruguay per dodici anni, partecipando ai Mondiali 2002: nell'ultima gara del girone, segnò la rete del 3-3 contro il Senegal ma la sua squadra venne comunque eliminata. Lasciò la nazionale dopo la Copa América 2007, nel quale la "Celeste" si classificò al quarto posto.

### Allenatore
Il 30 dicembre 2020 assume l'incarico di assistente al Nacional, nello staff del tecnico Jorge Giordano. Il 12 gennaio 2022 passa ad allenare la squadra riserve. Il 20 ottobre 2023 viene nominato alla guida della prima squadra.

## Controversie
Recoba fu sospeso dall'Inter a partire dal 1º febbraio 2001, in attesa di sentenza, e subì poi una squalifica di quattro mesi, dal giugno all'ottobre dello stesso anno, nell'ambito del cosiddetto scandalo italiano dei passaporti falsi. Tramite un'organizzazione illegale, infatti, era stata rubata presso la motorizzazione civile di Latina una patente di guida italiana, successivamente fatta falsificare per permettere al calciatore – senza titolo – di poter giocare in Italia da comunitario; la vicenda costò anche una penale di 2 miliardi di lire alla sua società di appartenenza, l'Inter. Nella stessa inchiesta il direttore sportivo interista, Gabriele Oriali, fu condannato alla medesima pena. La giustizia ordinaria, con sentenza definitiva del 25 maggio 2006, sanzionò Recoba e Oriali, i quali patteggiarono una pena di sei mesi di reclusione con la condizionale per i reati di ricettazione e concorso in falso, commutati successivamente in una multa da 21 420 euro.

## Statistiche

### Presenze e reti nei club
Statistiche aggiornate al 14 giugno 2015
| Stagione         | Squadra          | Campionato       | Campionato | Campionato | Coppe nazionali | Coppe nazionali | Coppe nazionali | Coppe continentali | Coppe continentali | Coppe continentali | Altre coppe | Altre coppe | Altre coppe | Totale | Totale |
| Stagione         | Squadra          | Comp             | Pres       | Reti       | Comp            | Pres            | Reti            | Comp               | Pres               | Reti               | Comp        | Pres        | Reti        | Pres   | Reti   |
| ---------------- | ---------------- | ---------------- | ---------- | ---------- | --------------- | --------------- | --------------- | ------------------ | ------------------ | ------------------ | ----------- | ----------- | ----------- | ------ | ------ |
| 1993             | Danubio          | PD               | 7          | 5          | -               | -               | -               | -                  | -                  | -                  | -           | -           | -           | 7      | 5      |
| 1994             | Danubio          | PD               | 14         | 13         | -               | -               | -               | -                  | -                  | -                  | -           | -           | -           | 14     | 13     |
| 1995             | Danubio          | PD               | 20         | 14         | -               | -               | -               | -                  | -                  | -                  | -           | -           | -           | 20     | 14     |
| 1996             | Nacional         | PD               | 22         | 18         | -               | -               | -               | -                  | -                  | -                  | -           | -           | -           | 22     | 18     |
| 1997             | Nacional         | PD               | 11         | 12         | -               | -               | -               | -                  | -                  | -                  | LPLDA       | 7           | 6           | 18     | 18     |
| 1997-1998        | Inter            | A                | 8          | 3          | CI              | 5               | 2               | CU                 | 6                  | 0                  | -           | -           | -           | 19     | 5      |
| 1998-gen. 1999   | Inter            | A                | 1          | 0          | CI              | 1               | 0               | UCL                | 2                  | 0                  | -           | -           | -           | 4      | 0      |
| gen.-giu. 1999   | Venezia          | A                | 19         | 10         | CI              | -               | -               | -                  | -                  | -                  | -           | -           | -           | 19     | 10     |
| 1999-2000        | Inter            | A                | 27+1       | 10+0       | CI              | 6               | 0               | -                  | -                  | -                  | -           | -           | -           | 34     | 10     |
| 2000-2001        | Inter            | A                | 29         | 8          | CI              | 3               | 2               | UCL+CU             | 1+8                | 0+5                | -           | -           | -           | 41     | 15     |
| 2001-2002        | Inter            | A                | 18         | 6          | CI              | 0               | 0               | CU                 | 4                  | 0                  | -           | -           | -           | 22     | 6      |
| 2002-2003        | Inter            | A                | 27         | 9          | CI              | 1               | 0               | UCL                | 14                 | 3                  | -           | -           | -           | 42     | 12     |
| 2003-2004        | Inter            | A                | 19         | 8          | CI              | 3               | 0               | UCL+CU             | 3+4                | 1+2                | -           | -           | -           | 29     | 11     |
| 2004-2005        | Inter            | A                | 13         | 3          | CI              | 4               | 2               | UCL                | 5                  | 1                  | -           | -           | -           | 22     | 6      |
| 2005-2006        | Inter            | A                | 20         | 5          | CI              | 2               | 0               | UCL                | 7                  | 1                  | SI          | 1           | 0           | 30     | 6      |
| 2006-2007        | Inter            | A                | 13         | 1          | CI              | 3               | 0               | UCL                | 2                  | 0                  | SI          | 0           | 0           | 18     | 1      |
| Totale Inter     | Totale Inter     | Totale Inter     | 175+1      | 53         |                 | 28              | 6               |                    | 56                 | 13                 |             | 1           | 0           | 261    | 72     |
| 2007-2008        | Torino           | A                | 22         | 1          | CI              | 2               | 2               | -                  | -                  | -                  | -           | -           | -           | 24     | 3      |
| 2008-2009        | Paniōnios        | SL               | 14         | 4          | CG              | 3               | 1               | -                  | -                  | -                  | -           | -           | -           | 17     | 5      |
| 2009-gen. 2010   | Paniōnios        | SL               | 5          | 0          | CG              | 0               | 0               | -                  | -                  | -                  | -           | -           | -           | 5      | 0      |
| Totale Paniōnios | Totale Paniōnios | Totale Paniōnios | 19         | 4          |                 | 3               | 1               |                    | -                  | -                  |             | -           | -           | 22     | 5      |
| gen.-giu. 2010   | Danubio          | PD               | 13         | 5          | -               | -               | -               | -                  | -                  | -                  | -           | -           | -           | 13     | 5      |
| 2010-2011        | Danubio          | PD               | 18         | 5          | -               | -               | -               | -                  | -                  | -                  | -           | -           | -           | 18     | 5      |
| Totale Danubio   | Totale Danubio   | Totale Danubio   | 72         | 42         |                 | -               | -               |                    | -                  | -                  |             | -           | -           | 72     | 42     |
| 2011-2012        | Nacional         | PD               | 24         | 8          | -               | -               | -               | CS+CL              | 1+6                | 0+0                | -           | -           | -           | 31     | 8      |
| 2012-2013        | Nacional         | PD               | 21         | 5          | -               | -               | -               | CS+CL              | 3+4                | 1+0                | -           | -           | -           | 28     | 6      |
| 2013-2014        | Nacional         | PD               | 19         | 2          | -               | -               | -               | CL                 | 3                  | 0                  | -           | -           | -           | 22     | 2      |
| 2014-2015        | Nacional         | PD               | 18         | 2          | -               | -               | -               | CL                 | 1                  | 0                  | -           | -           | -           | 19     | 2      |
| Totale Nacional  | Totale Nacional  | Totale Nacional  | 115        | 47         |                 | -               | -               |                    | 18                 | 1                  |             | 7           | 6           | 140    | 54     |
| Totale carriera  | Totale carriera  | Totale carriera  | 422+1      | 157        |                 | 33              | 9               |                    | 74                 | 14                 |             | 8           | 6           | 538    | 186    |

### Cronologia presenze e reti in nazionale
| Cronologia completa delle presenze e delle reti in nazionale ― Uruguay | Cronologia completa delle presenze e delle reti in nazionale ― Uruguay | Cronologia completa delle presenze e delle reti in nazionale ― Uruguay | Cronologia completa delle presenze e delle reti in nazionale ― Uruguay | Cronologia completa delle presenze e delle reti in nazionale ― Uruguay | Cronologia completa delle presenze e delle reti in nazionale ― Uruguay | Cronologia completa delle presenze e delle reti in nazionale ― Uruguay | Cronologia completa delle presenze e delle reti in nazionale ― Uruguay |
| Data                                                                   | Città                                                                  | In casa                                                                | Risultato                                                              | Ospiti                                                                 | Competizione                                                           | Reti                                                                   | Note                                                                   |
| ---------------------------------------------------------------------- | ---------------------------------------------------------------------- | ---------------------------------------------------------------------- | ---------------------------------------------------------------------- | ---------------------------------------------------------------------- | ---------------------------------------------------------------------- | ---------------------------------------------------------------------- | ---------------------------------------------------------------------- |
| 18-1-1995                                                              | La Coruña                                                              | Spagna                                                                 | 2 – 2                                                                  | Uruguay                                                                | Amichevole                                                             | -                                                                      | 65’                                                                    |
| 1-2-1995                                                               | San Diego                                                              | Messico                                                                | 1 – 0                                                                  | Uruguay                                                                | Amichevole                                                             | -                                                                      | 65’                                                                    |
| 17-7-1996                                                              | Pechino                                                                | Cina                                                                   | 1 – 1                                                                  | Uruguay                                                                | Amichevole                                                             | 1                                                                      |                                                                        |
| 25-8-1996                                                              | Osaka                                                                  | Giappone                                                               | 5 – 3                                                                  | Uruguay                                                                | Amichevole                                                             | 2                                                                      |                                                                        |
| 12-11-1996                                                             | Santiago del Cile                                                      | Cile                                                                   | 1 – 0                                                                  | Uruguay                                                                | Qual. Mondiali 1998                                                    | -                                                                      | 72’                                                                    |
| 12-1-1997                                                              | Montevideo                                                             | Uruguay                                                                | 0 – 0                                                                  | Argentina                                                              | Qual. Mondiali 1998                                                    | -                                                                      | 69’                                                                    |
| 8-6-1997                                                               | Montevideo                                                             | Uruguay                                                                | 1 – 1                                                                  | Colombia                                                               | Qual. Mondiali 1998                                                    | -                                                                      | 60’                                                                    |
| 12-6-1997                                                              | Sucre                                                                  | Perù                                                                   | 1 – 0                                                                  | Uruguay                                                                | Coppa America 1997 - 1º turno                                          | -                                                                      | 46’                                                                    |
| 15-6-1997                                                              | Sucre                                                                  | Uruguay                                                                | 2 – 0                                                                  | Venezuela                                                              | Coppa America 1997 - 1º turno                                          | 1                                                                      | 69’                                                                    |
| 18-6-1997                                                              | La Paz                                                                 | Bolivia                                                                | 1 – 0                                                                  | Uruguay                                                                | Coppa America 1997 - 1º turno                                          | -                                                                      |                                                                        |
| 10-9-1997                                                              | Lima                                                                   | Perù                                                                   | 2 – 1                                                                  | Uruguay                                                                | Qual. Mondiali 1998                                                    | 1                                                                      |                                                                        |
| 12-10-1997                                                             | Buenos Aires                                                           | Argentina                                                              | 0 – 0                                                                  | Uruguay                                                                | Qual. Mondiali 1998                                                    | -                                                                      |                                                                        |
| 13-12-1997                                                             | Riyad                                                                  | Emirati Arabi Uniti                                                    | 0 – 2                                                                  | Uruguay                                                                | Conf. Cup 1997 - 1º turno                                              | -                                                                      | 54’                                                                    |
| 15-12-1997                                                             | Riyad                                                                  | Rep. Ceca                                                              | 1 – 2                                                                  | Uruguay                                                                | Conf. Cup 1997 - 1º turno                                              | -                                                                      | 65’                                                                    |
| 17-12-1997                                                             | Riyad                                                                  | Uruguay                                                                | 4 – 3                                                                  | Sudafrica                                                              | Conf. Cup 1997 - 1º turno                                              | 1                                                                      | cap.                                                                   |
| 19-12-1997                                                             | Riyad                                                                  | Australia                                                              | 1 – 0 gg                                                               | Uruguay                                                                | Conf. Cup 1997 - Semifinale                                            | -                                                                      | 81’                                                                    |
| 21-12-1997                                                             | Riyad                                                                  | Rep. Ceca                                                              | 1 – 0                                                                  | Uruguay                                                                | Conf. Cup 1997 - Finale 3º posto                                       | -                                                                      |                                                                        |
| 18-8-1999                                                              | Montevideo                                                             | Uruguay                                                                | 5 – 4                                                                  | Costa Rica                                                             | Amichevole                                                             | -                                                                      | 62’                                                                    |
| 12-10-1999                                                             | Montevideo                                                             | Uruguay                                                                | 0 – 0                                                                  | Ecuador                                                                | Amichevole                                                             | -                                                                      | 78’                                                                    |
| 17-2-2000                                                              | Maldonado                                                              | Uruguay                                                                | 2 – 0                                                                  | Ungheria                                                               | Amichevole                                                             | 1                                                                      |                                                                        |
| 29-3-2000                                                              | Montevideo                                                             | Uruguay                                                                | 1 – 0                                                                  | Bolivia                                                                | Qual. Mondiali 2002                                                    | -                                                                      | 88’                                                                    |
| 26-4-2000                                                              | Asunción                                                               | Paraguay                                                               | 1 – 0                                                                  | Uruguay                                                                | Qual. Mondiali 2002                                                    | -                                                                      | cap. 29’                                                               |
| 3-6-2000                                                               | Montevideo                                                             | Uruguay                                                                | 2 – 1                                                                  | Cile                                                                   | Qual. Mondiali 2002                                                    | -                                                                      | 89’                                                                    |
| 28-6-2000                                                              | Rio de Janeiro                                                         | Brasile                                                                | 1 – 1                                                                  | Uruguay                                                                | Qual. Mondiali 2002                                                    | -                                                                      | 58’                                                                    |
| 18-7-2000                                                              | Montevideo                                                             | Uruguay                                                                | 3 – 1                                                                  | Venezuela                                                              | Qual. Mondiali 2002                                                    | -                                                                      | 90’                                                                    |
| 25-7-2000                                                              | Montevideo                                                             | Uruguay                                                                | 0 – 0                                                                  | Perù                                                                   | Qual. Mondiali 2002                                                    | -                                                                      | 80’                                                                    |
| 3-9-2000                                                               | Montevideo                                                             | Uruguay                                                                | 4 – 0                                                                  | Ecuador                                                                | Qual. Mondiali 2002                                                    | -                                                                      | 73’                                                                    |
| 8-10-2000                                                              | Buenos Aires                                                           | Argentina                                                              | 2 – 1                                                                  | Uruguay                                                                | Qual. Mondiali 2002                                                    | -                                                                      | cap. 70’                                                               |
| 28-2-2001                                                              | Capodistria                                                            | Slovenia                                                               | 0 – 2                                                                  | Uruguay                                                                | Amichevole                                                             | -                                                                      |                                                                        |
| 28-3-2001                                                              | Montevideo                                                             | Uruguay                                                                | 0 – 1                                                                  | Paraguay                                                               | Qual. Mondiali 2002                                                    | -                                                                      |                                                                        |
| 24-4-2001                                                              | Santiago del Cile                                                      | Cile                                                                   | 0 – 1                                                                  | Uruguay                                                                | Qual. Mondiali 2002                                                    | -                                                                      | 71’                                                                    |
| 1-7-2001                                                               | Montevideo                                                             | Uruguay                                                                | 1 – 0                                                                  | Brasile                                                                | Qual. Mondiali 2002                                                    | -                                                                      | 75’                                                                    |
| 14-8-2001                                                              | Maracaibo                                                              | Venezuela                                                              | 2 – 0                                                                  | Uruguay                                                                | Qual. Mondiali 2002                                                    | -                                                                      |                                                                        |
| 4-9-2001                                                               | Lima                                                                   | Perù                                                                   | 0 – 2                                                                  | Uruguay                                                                | Qual. Mondiali 2002                                                    | 1                                                                      | 88’                                                                    |
| 7-10-2001                                                              | Montevideo                                                             | Uruguay                                                                | 1 – 1                                                                  | Colombia                                                               | Qual. Mondiali 2002                                                    | -                                                                      |                                                                        |
| 7-11-2001                                                              | Quito                                                                  | Ecuador                                                                | 1 – 1                                                                  | Uruguay                                                                | Qual. Mondiali 2002                                                    | -                                                                      | 84’                                                                    |
| 14-11-2001                                                             | Montevideo                                                             | Uruguay                                                                | 1 – 1                                                                  | Argentina                                                              | Qual. Mondiali 2002                                                    | -                                                                      |                                                                        |
| 20-11-2001                                                             | Melbourne                                                              | Australia                                                              | 1 – 0                                                                  | Uruguay                                                                | Qual. Mondiali 2002                                                    | -                                                                      |                                                                        |
| 25-11-2001                                                             | Montevideo                                                             | Uruguay                                                                | 3 – 0                                                                  | Australia                                                              | Qual. Mondiali 2002                                                    | -                                                                      |                                                                        |
| 27-3-2002                                                              | Dammam                                                                 | Arabia Saudita                                                         | 3 – 2                                                                  | Uruguay                                                                | Amichevole                                                             | -                                                                      | 33’ 46’                                                                |
| 17-4-2002                                                              | Milano                                                                 | Italia                                                                 | 1 – 1                                                                  | Uruguay                                                                | Amichevole                                                             | -                                                                      | 57’                                                                    |
| 12-5-2002                                                              | Washington                                                             | Stati Uniti                                                            | 2 – 1                                                                  | Uruguay                                                                | Amichevole                                                             | -                                                                      | 54’                                                                    |
| 16-5-2002                                                              | Shenyang                                                               | Cina                                                                   | 0 – 2                                                                  | Uruguay                                                                | Amichevole                                                             | -                                                                      |                                                                        |
| 1-6-2002                                                               | Ulsan                                                                  | Uruguay                                                                | 1 – 2                                                                  | Danimarca                                                              | Mondiali 2002 - 1º turno                                               | -                                                                      | 80’                                                                    |
| 6-6-2002                                                               | Pusan                                                                  | Francia                                                                | 0 – 0                                                                  | Uruguay                                                                | Mondiali 2002 - 1º turno                                               | -                                                                      |                                                                        |
| 11-6-2002                                                              | Suwon                                                                  | Senegal                                                                | 3 – 3                                                                  | Uruguay                                                                | Mondiali 2002 - 1º turno                                               | 1                                                                      |                                                                        |
| 28-3-2003                                                              | Tokyo                                                                  | Giappone                                                               | 2 – 2                                                                  | Uruguay                                                                | Amichevole                                                             | -                                                                      | cap. 24’                                                               |
| 8-6-2003                                                               | Seul                                                                   | Corea del Sud                                                          | 0 – 2                                                                  | Uruguay                                                                | Amichevole                                                             | -                                                                      | 72’                                                                    |
| 30-7-2003                                                              | Montevideo                                                             | Uruguay                                                                | 1 – 0                                                                  | Perù                                                                   | Amichevole                                                             | -                                                                      |                                                                        |
| 20-8-2003                                                              | Firenze                                                                | Argentina                                                              | 3 – 2                                                                  | Uruguay                                                                | Amichevole                                                             | -                                                                      |                                                                        |
| 7-9-2003                                                               | Montevideo                                                             | Uruguay                                                                | 5 – 0                                                                  | Bolivia                                                                | Qual. Mondiali 2006                                                    | -                                                                      | cap.                                                                   |
| 10-9-2003                                                              | Asunción                                                               | Paraguay                                                               | 4 – 1                                                                  | Uruguay                                                                | Qual. Mondiali 2006                                                    | -                                                                      | 57’                                                                    |
| 15-11-2003                                                             | Montevideo                                                             | Uruguay                                                                | 2 – 1                                                                  | Cile                                                                   | Qual. Mondiali 2006                                                    | -                                                                      | 70’ 93’                                                                |
| 19-11-2003                                                             | Curitiba                                                               | Brasile                                                                | 3 – 3                                                                  | Uruguay                                                                | Qual. Mondiali 2006                                                    | -                                                                      | 46’                                                                    |
| 31-3-2004                                                              | Montevideo                                                             | Uruguay                                                                | 0 – 3                                                                  | Cile                                                                   | Qual. Mondiali 2006                                                    | -                                                                      |                                                                        |
| 6-6-2004                                                               | Barranquilla                                                           | Colombia                                                               | 5 – 0                                                                  | Uruguay                                                                | Qual. Mondiali 2006                                                    | -                                                                      | cap.                                                                   |
| 5-9-2004                                                               | Montevideo                                                             | Uruguay                                                                | 1 – 0                                                                  | Ecuador                                                                | Qual. Mondiali 2006                                                    | -                                                                      | 28’ 78’                                                                |
| 17-11-2004                                                             | Montevideo                                                             | Uruguay                                                                | 1 – 0                                                                  | Paraguay                                                               | Qual. Mondiali 2006                                                    | -                                                                      | 70’                                                                    |
| 17-8-2005                                                              | Gijón                                                                  | Spagna                                                                 | 2 – 0                                                                  | Uruguay                                                                | Amichevole                                                             | -                                                                      | 46’                                                                    |
| 4-9-2005                                                               | Montevideo                                                             | Uruguay                                                                | 3 – 2                                                                  | Colombia                                                               | Qual. Mondiali 2006                                                    | -                                                                      | 78’                                                                    |
| 8-10-2005                                                              | Quito                                                                  | Ecuador                                                                | 0 – 0                                                                  | Uruguay                                                                | Qual. Mondiali 2006                                                    | -                                                                      | 82’                                                                    |
| 12-10-2005                                                             | Montevideo                                                             | Uruguay                                                                | 1 – 0                                                                  | Argentina                                                              | Qual. Mondiali 2006                                                    | 1                                                                      | 46’ 75’                                                                |
| 12-11-2005                                                             | Montevideo                                                             | Uruguay                                                                | 1 – 0                                                                  | Australia                                                              | Qual. Mondiali 2006                                                    | -                                                                      |                                                                        |
| 16-11-2005                                                             | Sydney                                                                 | Australia                                                              | 1 – 0 dts (4 – 2 dtr)                                                  | Uruguay                                                                | Qual. Mondiali 2006                                                    | -                                                                      | 72’                                                                    |
| 24-3-2007                                                              | Seul                                                                   | Corea del Sud                                                          | 0 – 2                                                                  | Uruguay                                                                | Amichevole                                                             | -                                                                      | 89’                                                                    |
| 2-6-2007                                                               | Sydney                                                                 | Australia                                                              | 1 – 2                                                                  | Uruguay                                                                | Amichevole                                                             | 1                                                                      | 82’                                                                    |
| 3-7-2007                                                               | Mérida                                                                 | Venezuela                                                              | 0 – 0                                                                  | Uruguay                                                                | Coppa America 2007 - 1º turno                                          | -                                                                      | 68’                                                                    |
| 7-7-2007                                                               | San Cristóbal                                                          | Venezuela                                                              | 1 – 4                                                                  | Uruguay                                                                | Coppa America 2007 - Quarti di finale                                  | -                                                                      | 79’                                                                    |
| 10-7-2007                                                              | Maracaibo                                                              | Uruguay                                                                | 2 – 2 dts (4 – 5 dtr)                                                  | Brasile                                                                | Coppa America 2007 - Semifinale                                        | -                                                                      | 46’                                                                    |
| Totale                                                                 |                                                                        | Presenze                                                               | 69                                                                     |                                                                        | Reti                                                                   | 11                                                                     |                                                                        |

## Statistiche da allenatore
Statistiche aggiornate al 4 gennaio 2024. In grassetto le competizioni vinte.
| Stagione        | Squadra         | Campionato      | Campionato | Campionato | Campionato | Campionato | Coppe nazionali | Coppe nazionali | Coppe nazionali | Coppe nazionali | Coppe nazionali | Coppe continentali | Coppe continentali | Coppe continentali | Coppe continentali | Coppe continentali | Altre coppe | Altre coppe | Altre coppe | Altre coppe | Altre coppe | Totale | Totale | Totale | Totale | % Vittorie | Piazzamento |
| Stagione        | Squadra         | Comp            | G          | V          | N          | P          | Comp            | G               | V               | N               | P               | Comp               | G                  | V                  | N                  | P                  | Comp        | G           | V           | N           | P           | G      | V      | N      | P      | %          | Piazzamento |
| --------------- | --------------- | --------------- | ---------- | ---------- | ---------- | ---------- | --------------- | --------------- | --------------- | --------------- | --------------- | ------------------ | ------------------ | ------------------ | ------------------ | ------------------ | ----------- | ----------- | ----------- | ----------- | ----------- | ------ | ------ | ------ | ------ | ---------- | ----------- |
| 2023            | Nacional        | PD              | 9          | 4          | 3          | 2          | CU              | 1               | 1               | 0               | 0               | -                  | -                  | -                  | -                  | -                  | -           | -           | -           | -           | -           | 10     | 5      | 3      | 2      | 50,00      | Sub, 4°     |
| 2024            | Nacional        | PD              | 14         | 9          | 4          | 1          | CU              | 1               | 0               | 0               | 1               | CL                 | 10                 | 6                  | 1                  | 3                  | -           | -           | -           | -           | -           | 25     | 15     | 5      | 5      | 60,00      |             |
| Totale carriera | Totale carriera | Totale carriera | 23         | 13         | 7          | 3          |                 | 2               | 1               | 0               | 1               |                    | 10                 | 6                  | 1                  | 3                  |             | -           | -           | -           | -           | 35     | 20     | 8      | 7      | 57,14      |             |

## Palmarès

### Club

#### Competizioni nazionali
- Liguilla Pre-Libertadores de América: 1

Nacional: 1996
- Coppa Italia: 2

Inter: 2004-2005, 2005-2006
- Supercoppa italiana: 2

Inter: 2005, 2006
- Campionato italiano: 2

Inter: 2005-2006, 2006-2007
- Campionato uruguaiano: 2

Nacional: 2011-2012, 2014-2015

#### Competizioni internazionali
- Coppa UEFA: 1

Inter: 1997-1998

### Individuale
- Capocannoniere della Liguilla Pre-Libertadores de América: 1

1996 (6 gol)